# Елмвуд (Илиноис)
Елмвуд (енгл. Elmwood) град је у америчкој савезној држави Илиноис. По попису становништва из 2010. у њему је живело 2.097 становника.

## Демографија
Према попису становништва из 2010. у граду је живело 2.097 становника, што је 152 (7,8%) становника више него 2000. године.
| Група             | 2000.         | 2010.         |
| Белци             | 1.908 (98,1%) | 2.023 (96,5%) |
| Афроамериканци    | 3 (0,2%)      | 9 (0,4%)      |
| Азијати           | 3 (0,2%)      | 11 (0,5%)     |
| Хиспаноамериканци | 16 (0,8%)     | 39 (1,9%)     |
| Укупно            | 1.945         | 2.097         |